# Rosmarinlyng (slægt)
 For alternative betydninger, se Andromeda.
Rosmarinlyng (Andromeda) er en lille slægt med cirkumpolar udbredelse. Det er stedsegrønne dværgbuske med smalle, blågrønne blade og små, hængende blomster. Her omtales de to arter, der dels dyrkes og dels er vildtvoksende i Danmark.
| Arter |

- Rosmarinlyng (Andromeda polifolia)
- Hvid rosmarinlyng (Andromeda glaucophylla)[1].

Note
1. ↑  GRIN Arkiveret 13. oktober 2008 hos  Wayback Machine har kun én art, nemlig den førstnævnte, mens Zipcodezoo har mere end 100